# Fort Wilhelma (Góry Bystrzyckie)
Fort Wilhelma – fort w pobliżu wsi Huta i Wójtowskiej Równi w Górach Bystrzyckich wzniesiony z rozkazu Fryderyka Wilhelma II.

## Historia
Fort powstał w latach 1790–1795 jako fort detaszowany (wydzielony) w ramach prac fortyfikacyjnych mających zabezpieczyć granicę Śląska przed wojskami austriackimi. Projektantem i budowniczym był kapitan inżynier Ludwig Müller.
W czasie wojen napoleońskich fort nie odegrał żadnej roli militarnej. W 1806 został opuszczony i stopniowo popadał w ruinę. Ostatecznie w drugiej połowie XIX wieku postanowiono go rozebrać. Z pozyskanego kamienia zbudowano w 1875 roku wiadukt kolejowy i szkołę w Bystrzycy Kłodzkiej.

## Architektura
Fort był prostym założeniem opartym na rzucie trzech prostokątów przesuniętych schodkowo, otoczonych wałem i suchą fosą. Wewnątrz znajdował się murowany obiekt o charakterze blokhauzu. Obecnie istnieją tylko zarysy wału i częściowo zasypanej fosy oraz fragmenty murów. Całość jest porośnięta gęstym lasem świerkowym co powoduje, że pozostałości fortu są niewidoczne.
1,4 km na południe od Fortu Wilhelma znajduje się górska Kaplica Maryi Wspomożycielki w Wójtowicach (niem. Maria-Hilf-Kapelle, Schneider-Kapelle, Schneiderkirchlein) wybudowana w 1862 z fundacji Franciszka Prausego, rozbudowana w 1877; położona w Górnych Wójtowicach, na wysokości około 720 m n.p.m.; przy kaplicy znajdują się zniszczone stacje kalwarii.

## Szlaki turystyczne
W pobliżu Fortu Wilhelma przechodzą dwa szlaki turystyczne:
- ze Starej Łomnicy na Przełęcz Spaloną,
- z Bystrzycy Kłodzkiej do Polanicy-Zdroju.

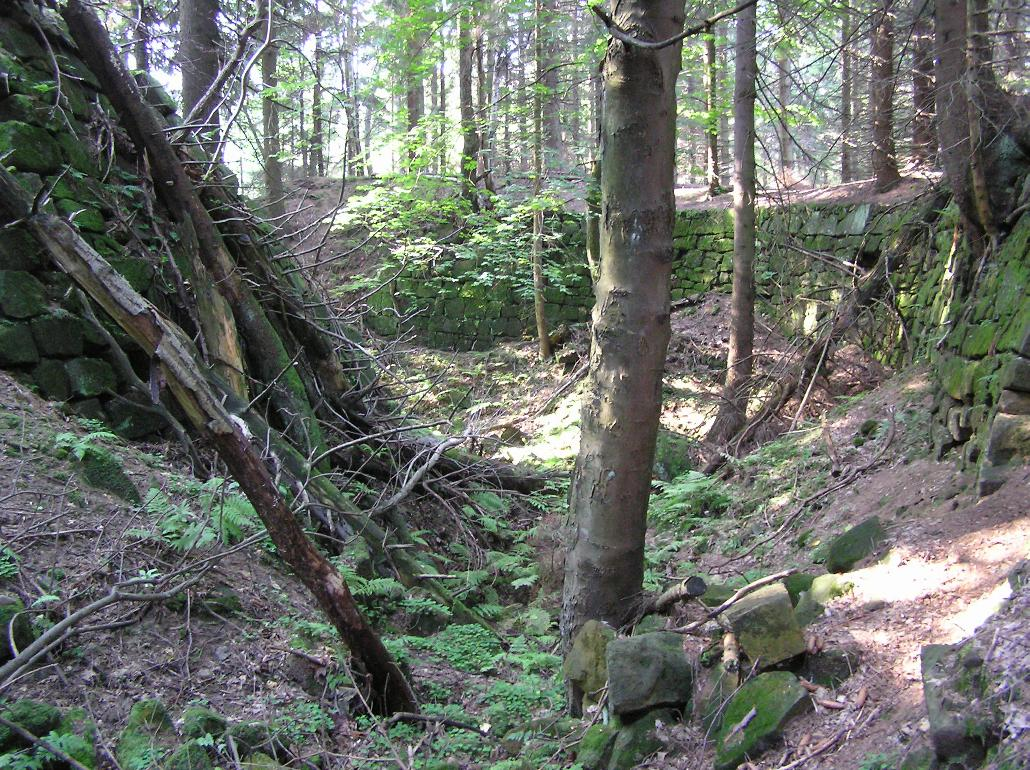
Pozostałości fosy
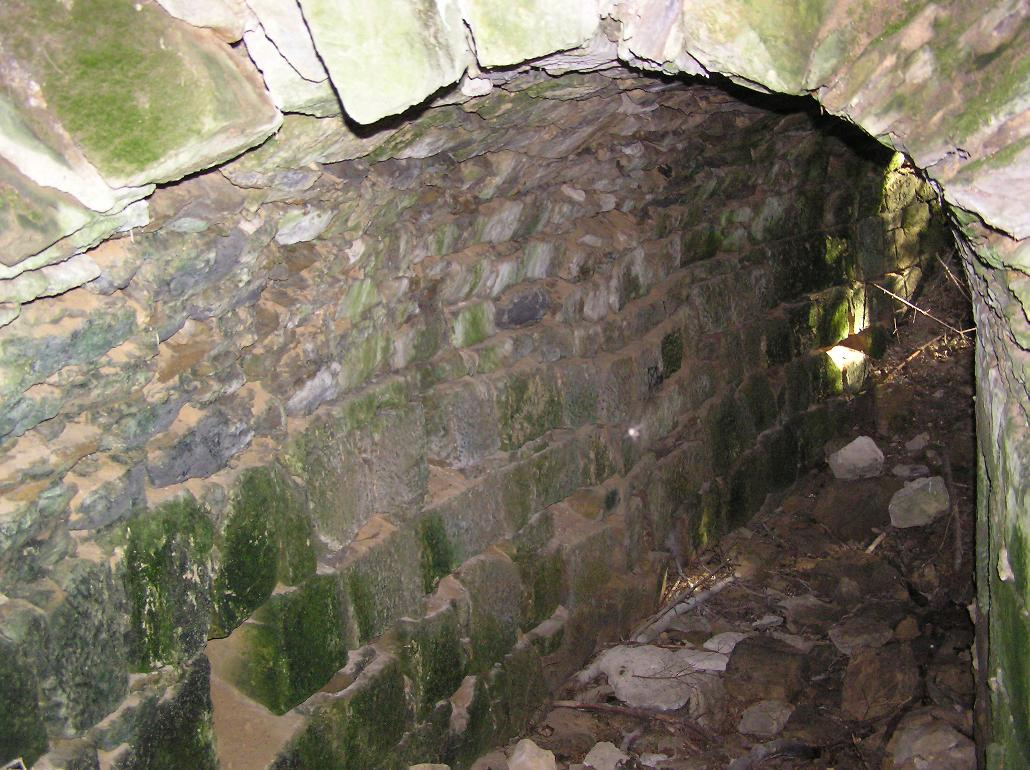
Zachowany fragment podziemia